# Cixiidae
Cixiidae Spinola, 1839, è una Famiglia cosmopolita comprendente insetti dell'Ordine dei Rincoti Omotteri, Superfamiglia dei Fulgoroidei. Nell'ambito della superfamiglia rappresenta uno dei raggruppamenti più consistenti, comprendendo oltre 1900 specie ripartite fra poco più di 150 generi.

## Descrizione
I Cixiidae sono insetti di piccole dimensioni, con corpo lungo 3-11 mm e livree poco appariscenti, generalmente di colore bruno, grigio o nerastro.
Il capo presenta la regione fronto-clipeale poco pronunciata, percorsa da una carena mediana longitudinale e due laterali ai margini. Contrariamente alla generalità dei Fulgoroidei, la maggior parte dei Cixiidae possiede tre ocelli, di cui due situati ai lati delle carene laterali, sotto gli occhi, e il terzo sulla carena mediana fra la fronte e il clipeo. Le antenne hanno la conformazione tipica dei Fulgoroidei: sono brevi e si inseriscono sotto gli occhi, hanno i due articoli prossimali molto dilatati e un breve flagello non segmentato. Il rostro mostra il segmento distale più lungo che largo.
Le ali anteriori sono generalmente membranose ed hanno una venatura reticolata nella parte distale; le vene sono disseminate di piccoli turbercoli. I principali elementi morfologici caratterizzanti consistono nell'assenza di granulazioni sulle venature e nello sviluppo delle nervature del clavo che, a differenza di quelle di altri Fulgoroidei, non arrivano all'apice della regione. Le ali posteriori hanno la regione anale priva di nervature trasverse. In posizione di riposto, in genere, le ali sono ripiegate orizzontalmente sull'addome, ma in diverse specie sono tenute verticalmente aoi lati. Le zampe posteriori portano una corona di spine all'apice del secondo segmento tarsale.
L'addome presenta caratteri variabili secondo la specie in merito alla conformazione dell'ovopositore. Le femmine di diverse specie emettono cera sotto forma di placche dall'urotergite IX.
Le neanidi e le ninfe vivono generalmente nel terreno nutrendosi a spese della parte basale delle piante o delle radici superficiali.

## Importanza
La famiglia comprende specie fitomize, che si nutrono a spese della linfa elaborata prelevata dal floema. In genere sono polifagi, ma vi sono comprese anche specie monofaghe o oligofaghe.
Alcune specie sono di importanza agraria in quanto vettori di fitoplasmi e virus fitopatogeni. Questo ruolo è documentato per le seguenti specie:
- Hyalesthes obsoletus. Presente in Europa, è un vettore polifago dei fitoplasmi StP (Stolbur Phytoplasma) e, sulla vite, GBNP (Grapevine Bois Noir Phytoplasma o Legno nero della vite) e VK (Vergilbungskrankheit o German grapevine yellows)[1][2][3]. Quest'ultima è una patologia riconducibile alla ben nota flavescenza dorata della vite.
- Haplaxius crudus. Presente in America, è un vettore del fitoplasma LYP (Lethal Yellowing Phytoplasma) a carico del cocco[1][4].
- Myndus taffini. Presente in Oceania, è un vettore del virus CFDV (Coconut Foliar Decay Virus) a carico del cocco[1][4].
- Oliarus atkinsoni. Presente in Australia e Nuova Zelanda, è un vettore del fitoplasma PIP (Phormium Yellow leaf Phytoplasma) a carico di piante del genere Dianella[1][5][6].
- Pentastiridius beieri. Presente in Europa, è un vettore del fitoplasma StP associato alla barbabietola da zucchero[1].

## Sistematica
La famiglia dei Cixiidae comprende >2000 specie ripartite fra 156 generi. La classificazione intermedia fra i ranghi di genere e famiglia contempla la ripartizione in sottofamiglie e tribù. I più recenti orientamenti suddividono la famiglia in tre sottofamiglie, Borystheninae, Bothriocerinae e Cixiinae, di cui quella più rappresentativa, Cixiinae, comprende 16 tribù.